# Park Jae-hyun
Park Jae-hyun – południowokoreański zapaśnik w stylu wolnym. Brązowy medal na igrzyskach azjatyckich w 1990.